# Ingmarie

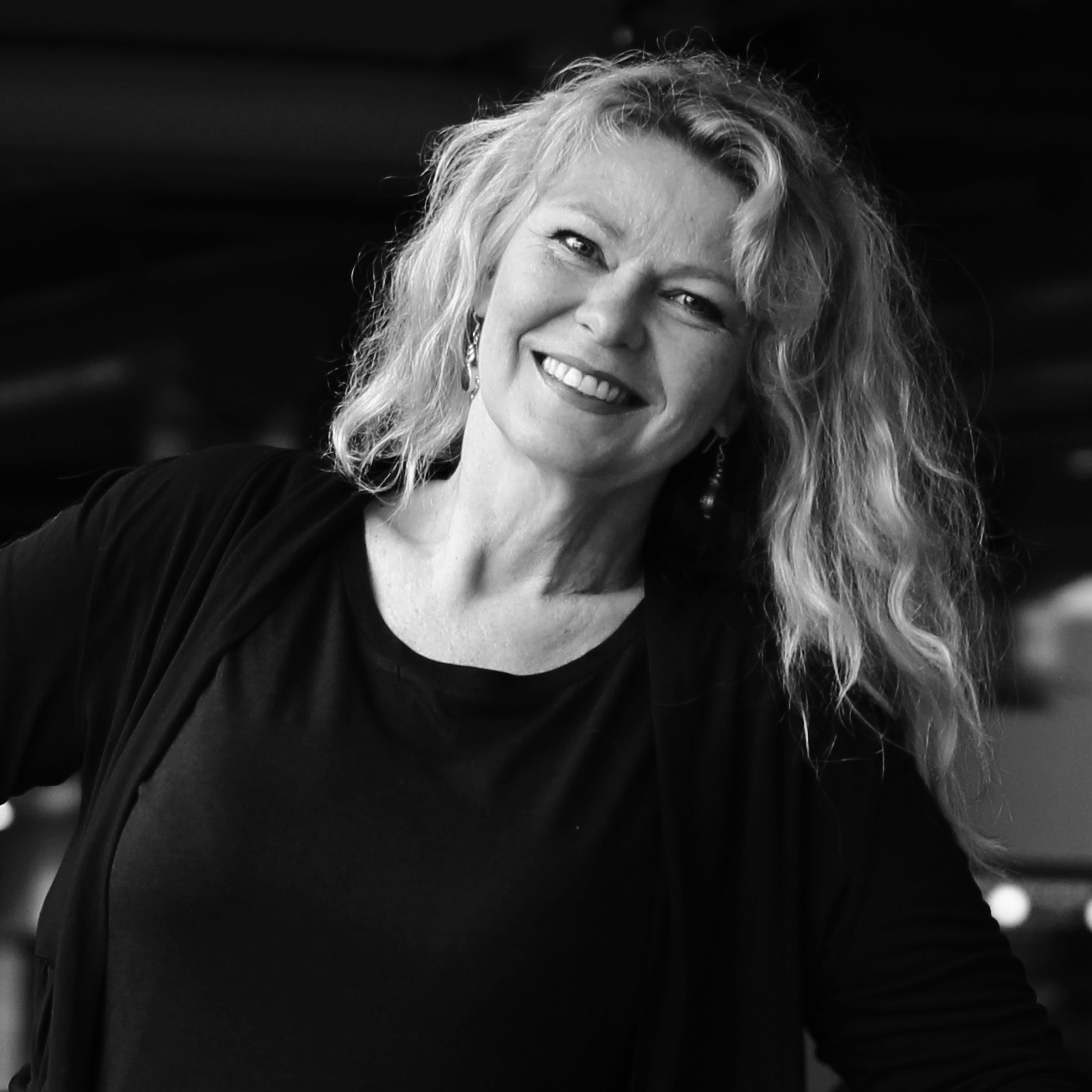
Ing-Marie Carlsson

Ingmarie, Ing-Marie, Ingmari eller Ing-Mari är ett nybildat namn, sammansatt av det fornnordiska gudanamnet Ing och av Marie som är en fransk kortform av det ursprungligen arameiska namnet Maria som möjligen kan betyda trotsig. Det äldsta belägget i Sverige är från år 1908.
Den 31 december 2014 fanns det totalt 7 970 kvinnor folkbokförda i Sverige med namnet Ingmarie, Ing-Marie, Ingmari eller Ing-Mari, varav 5 004 bar det som tilltalsnamn.
Namnsdag: saknas (1986-1992: 3 juni)

## Personer med namnet Ingmarie
- Ing-Marie Eriksson, svensk författare
- Ingmarie Froman, svensk journalist
- Ing-Marie Carlsson, svensk skådespelare
- Ing-Marie Hansson, svensk politiker (s)
- Ingmari Lamy, svensk fotomodell
- Ingmarie Nilsson, svensk friidrottare